# Координација информација о животној средини
Координација информација о животној средини (енгл. Coordination of Information on the Environment (CORINE)), комисија је одговорна за животну средину Европске уније, чије се канцеларије налазе у Бриселу. Програм је 1985. године предложила Европска комисија, са главним циљем управљања информацијама и акцијама животне средине у Европској унији као и заштите биотопа, борбу против загађења ваздуха, и очување природних подручја.
Ову комисију је 1991. године основала и изгласала Европска комисија.